# José Calavera
José Calavera Ruiz (Melilla, 23 de octubre de 1931-Madrid, 25 de agosto de 2023) fue un catedrático e ingeniero español.

## Biografía
Estudió en la Escuela de Ingeniería de Obras Públicas de Madrid, siendo primero de su promoción, y en la Escuela de Ingenieros de Caminos, Canales y Puertos de Madrid, de la actual Universidad Politécnica de Madrid, escuela en la que también se doctoró, y la cual le otorgó la Cátedra de Edificación y Prefabricación; fue también catedrático emérito. Asimismo, fue presidente del Instituto Técnico de Materiales y Construcciones (INTEMAC), siendo posteriormente su presidente de honor.
También fue miembro de la Commission on Prefabrication de la Federatión Internationale du Béton (FIB), asesor para Europa del International Council on Tall Buildings, miembro de honor de la Facultad de Ingeniería de la Pontificia Universidad Católica de Chile (1980) y doctor honoris causa de la Universidad Politécnica de Valencia (1992).
Diseñó el teleférico de Fuente Dé, el Mercado Nacional de Torrelavega y el Monumento al Indiano, todos ellos en Cantabria, así como las cubiertas del desaparecido Pabellón de Deportes de la antigua Ciudad Deportiva del Real Madrid y de la fábrica de cervezas Mahou de Madrid. Además es autor de numerosas instalaciones industriales, especialmente fábricas papeleras, siderúrgicas y de prefabricados. 
También publicó numerosos libros, entre los que destacan los relativos al cálculo de estructuras y al hormigón armado y pretensado y el cálculo de sus armaduras.

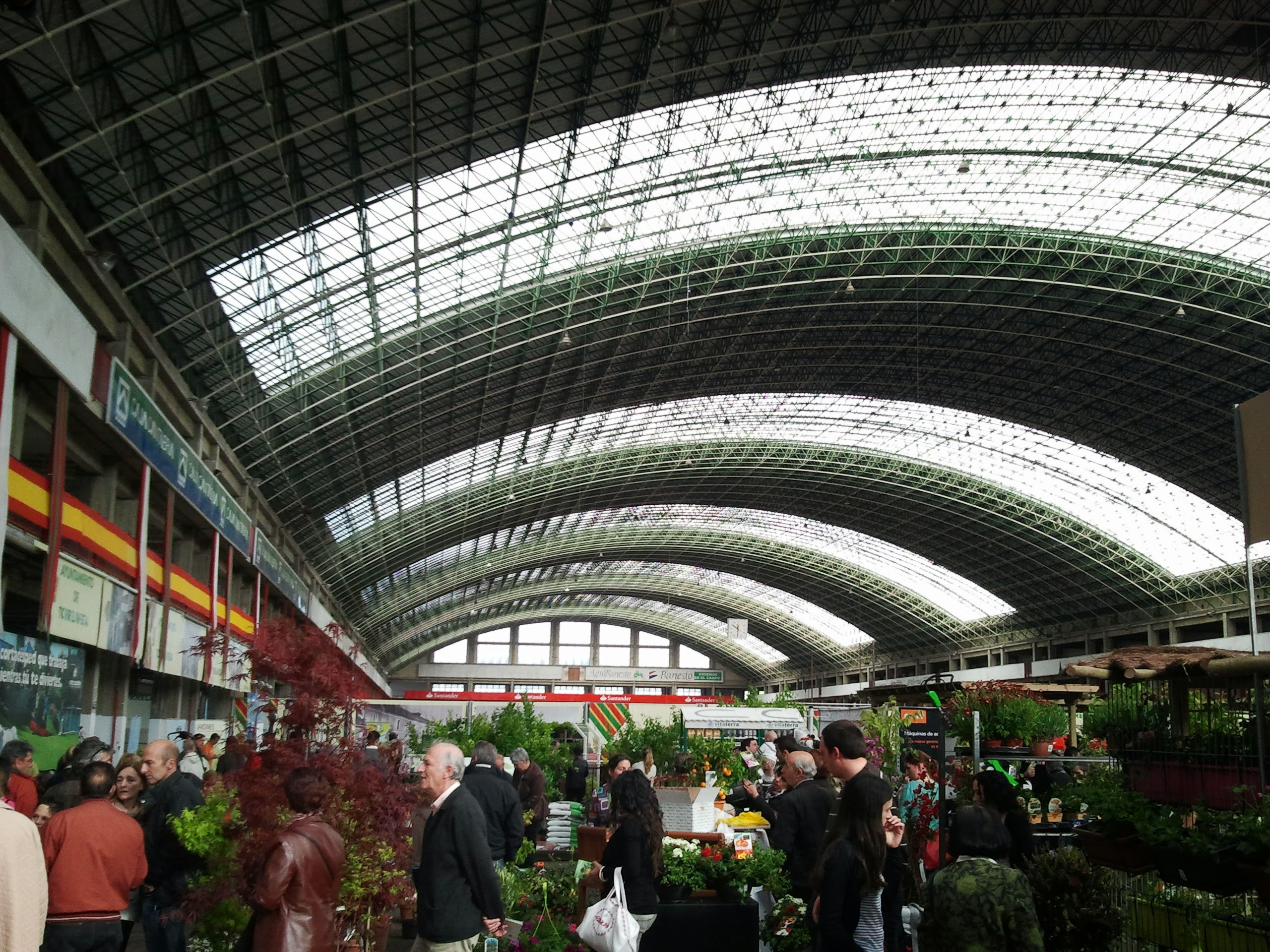
Cúpula metálica del Mercado Nacional de Ganados de Torrelavega.
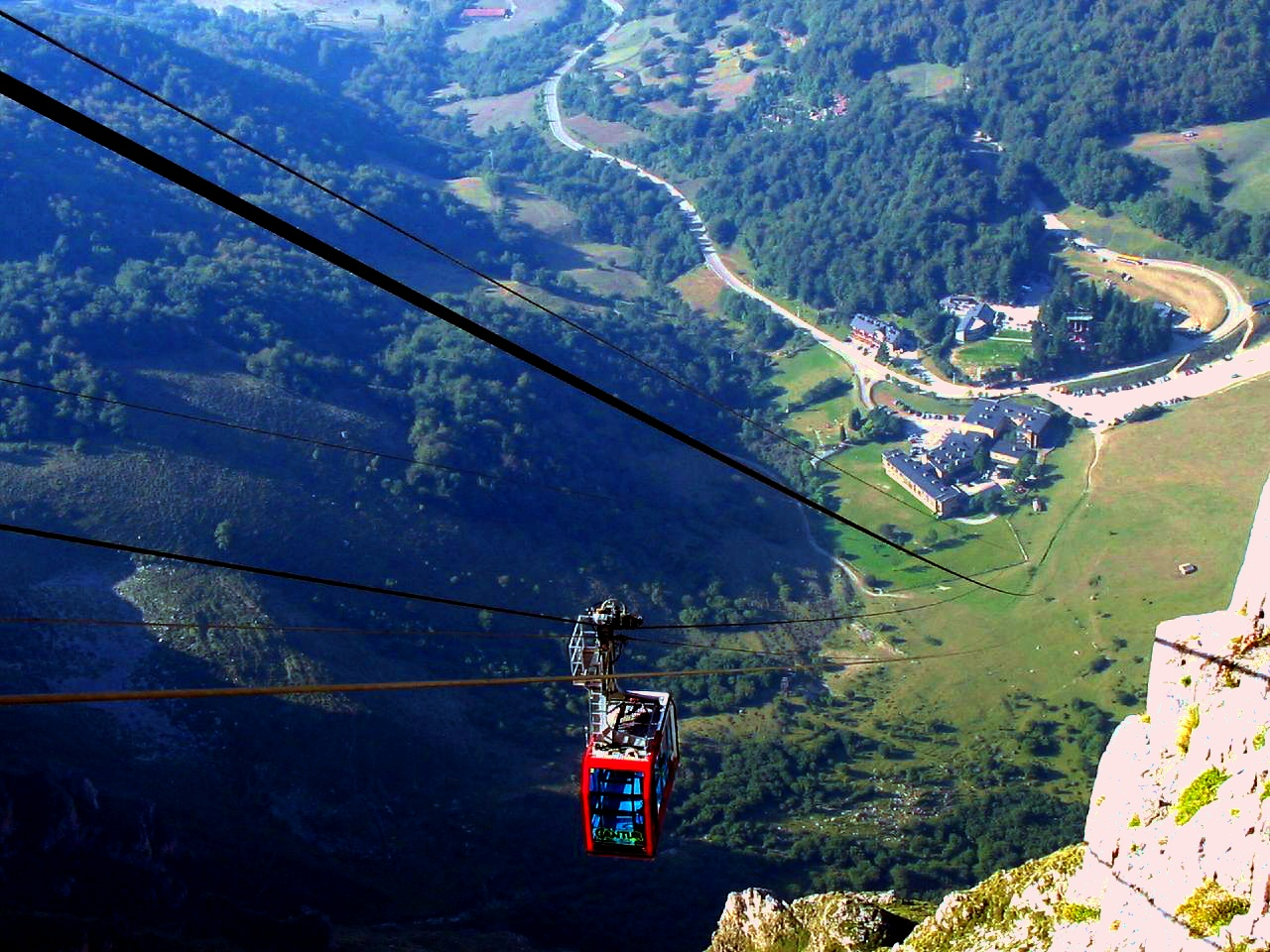
Teleférico de Fuente Dé.
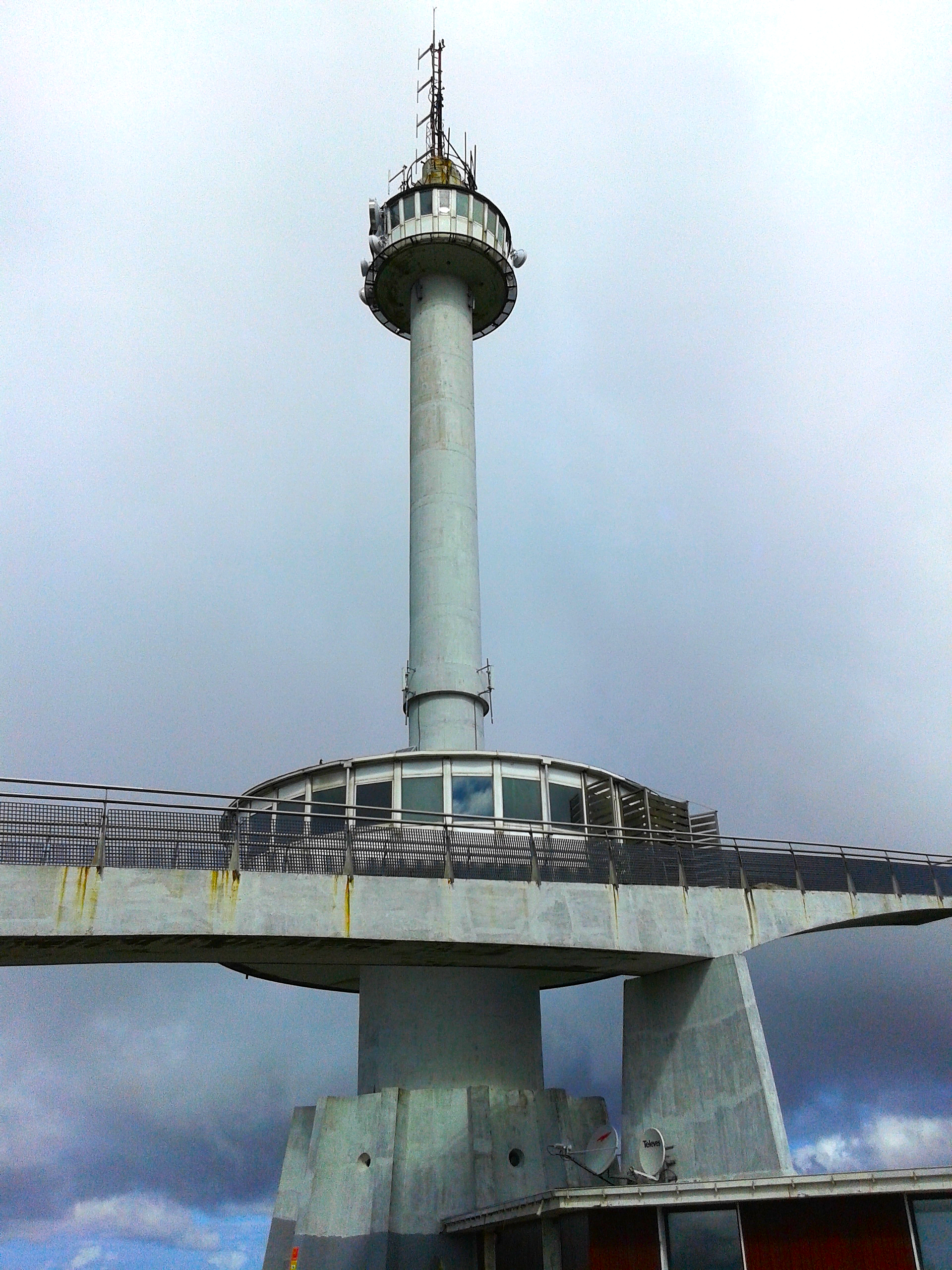
Monumento al Indiano, en el macizo de Peña Cabarga.

## Premios y galardones
- Premio de la Convención Europea de la Construcción Metálica Sercometal (1975)
- Medalla Eduardo Torroja (1990)[3]
- Doctor honoris causa por la Universidad Politécnica de Valencia (1992)[3]
- Medalla de la Federation International du Béton (FIB) (1999)
- Premio “Grandes Figuras de la Ingeniería” de la Asociación Italiana de la Prefabricación (CTE) (2000)
- Hijo adoptivo de Ribadeo, villa con la que tiene fuertes lazos familiares, sociales y profesionales (2 de septiembre de 2012)
- Premio Nacional de Ingeniería Civil, otorgado por el Ministerio de Fomento (2014)
- Doctor honoris causa por la Universidad de Cantabria[5] (27 de enero de 2016)